# Nordanby
Nordanby är en  stadsdel i det administrativa bostadsområdet Skallberget-Vega i norra Västerås. Området är ett bostadsområde som ligger söder om Norrleden, väster om Bergslagsvägen.
I Nordanby finns bostäder: villor, radhus och hyreshus, en bensinmack samt Västerås vattentorn.
Det senast byggda området Nordanby Äng (nordöstra hörnet, närmast macken) färdigställdes 2018. Lekplatsen Nordanby Äng invigdes 2016.
Området avgränsas av Norrleden, Bergslagsvägen, Skallberget och Tunby.
Området gränsar i norr till Önsta-Gryta och Tunbytorp, i öster till Nordanby gärde i söder till Skallberget och i väster till Tunby och Vega.